# Julius Hoffmann (Politiker, 1806)
Julius Wilhelm Hoffmann (* 1806 in Brieg, Provinz Schlesien; † 8. September 1866 in Oppeln) war ein deutscher Rittergutsbesitzer, Verwaltungsjurist und Abgeordneter im Preußischen Abgeordnetenhaus.

## Leben
Julius Hoffmann studierte Rechtswissenschaft an der Universität Jena und der Ruprecht-Karls-Universität Heidelberg. 1828 wurde er Mitglied des Corps Franconia Jena. Im selben Jahr schloss er sich dem Corps Saxo-Borussia Heidelberg an. Nach dem Studium wurde er Rittergutsbesitzer und Kreisdeputierter in Slawitz bei Oppeln. Von 1844 bis zu seinem Tod 1866 war er Landrat des Kreises Oppeln. Außerdem war er Landesältester seines Kreises. Hoffmann saß von 1849 bis zu seiner Mandatsniederlegung am 15. Dezember 1850 erstmals für den Wahlkreis Oppeln 1 im Preußischen Abgeordnetenhaus und gehörte dem Centrum an. Von 1859 bis 1861 in der Fraktion Mathis (1860–1861) und von 1862 bis 1863 in der Konstitutionellen Fraktion vertrat er den Wahlkreis Oppeln 1 abermals im Abgeordnetenhaus.

## Auszeichnungen
- Ernennung zum Ehrenmitglied des Corps Saxo-Borussia Heidelberg[3]